# Toldalagi-kastély (Nyárádszentbenedek)
A Maros megyei Nyárádszentbenedek egyik épített öröksége a Toldalagi-kastély. A 19. században épült barokkos, klasszicista stílusban.

## Története
| „                                | Igazi megtestesülése a barokos és klasszicista elemek egyesülésének; roppant duplateteje alatt négy karcsú ión oszlop búvik meg egyik oldalán. | ” |
| – Biró József: Erdélyi kastélyok | |   |

A települést először 1332-ben említették a korabeli dokumentumok Sancto Benedicto néven. 1567-ben Zent Benedek, 1619-ben Szent Benedek néven jelent meg az írott forrásokban.
A falu nevét a Szent István király által letelepített és ott kolostort alapító Benedek-rendi  szerzetesek révén kapta.
Egy 1748-as bejegyzés alapján a kastély helyén egykor egy udvarház állott, amely a mai műemlék épület elődjének tekinthető.
A Tholdalagi-kastély az 1890-es  években épült barokkos, klasszicista stílusban.
A földszinti és manzárdos elrendezésű oszlopos homlokzatú kastély építtetője a nagyercsei Toldalagi (I.) Zsigmond  (1766-1847)  volt. 
(I.) Zsigmondnak ott született legnagyobb leánya, Katalin (1800-1860) és egyik fia, (VII.) Mihály (1817-1876) is.
Gr. Tholdalagi Mihály és bethleni gr. Bethlen Johanna (1825-1909) legnagyobb gyermeke gr. Toldalagi (II.) Zsigmond (1847-1894) volt, akinek nevéhez kapcsolódik a kastély átépítése. Ugyancsak a  nyárádszentbenedeki birtokon lakott Toldalagi Tibor (1854-1919) és Toldalagi Erzsébet (1861-1942) is. 
A kastélyon többször is végeztek átalakításokat, utoljára gr. Toldalagi (II.) Zsigmond (1847-1894) megrendelésére történtek építkezések.
A kastélyt a második világháború alatt kifosztották, berendezési tárgyait széthordták.  A kommunizmus éveiben a helyi állami  mezőgazdasági vállalat székhelyéül használták, a rendszerváltás után a belga testvértelepülés vásárolta meg.
Napjainkban a falu által bejegyzett alapítvány tulajdonát képezi az  épület, melynek két kisebb helyiségében a  település néprajzi gyűjteményét helyezték el. A közelmúltban tervbe vették a leromlott állapotban lévő kastély  felújítását.
2020 augusztusában befejeződött a kastély külső felújítása.Ezzel megmentődött az enyészettől. Eredeti barokkos - klasszicista formájában látható újra.

## Leírása
A Toldalagi-kastély eredetileg szabályos téglalap alaprajzú épület volt, hatalmas manzárdtetővel. Főhomlokzatát oszloposra képezték ki, négy szép toszkán oszlop mögött kis tornác  húzódik, középen a bejárati ajtóval, két oldalán egy-egy ablakkal.
A kastély, magas megtört tetőzetével és homlokzati kiképzésével, barokkos, klasszicista  stílusban készült. A szabályos téglalap alaprajzú épülethez toldották a hátranyúló épületszárnyat, így vált L alakúvá az épület. 
A kastély korhű bútorokkal volt berendezve, a falakon kiváló mesterek portréképei függtek. A nagyszalonban sok értékes és díszes ötvösmunkát tartottak.
Toldalagi Róza grófnő, későbbi Schleinitz báróné memoárja szerint:
„Egyszerű kúria volt akkor is, de szinte fejedelmi háztartással, olyan méretekkel és bőséggel, amilyen ma már csak talán Oroszországban létezik. A berendezés egyszerű volt. A falak fehérre mázolva, a padló fehér palló; szőnyeg az egész házban nem volt, kivéve egy török szőnyeget a hatalmas ebédlőasztalon; a két társalgószobát (akkor még nem hívták őket szalonnak) empire stílusban rendezték be; az egyikben fekete fából volt a bútor bronzgombokkal, halványkék kárpittal, a másikban fekete fa világosvörös kárpittal; a két szobában, valamint az ebédlőben az ősök képei borították a falakat. Csecsebecsének a nyomát sem lehetett találni, minden józan, szigorú és nagyon tiszta volt. A francia stílusú kertet lépcsők tagolták egészen le a Nyárádig. Ódivatúak voltak a virágok is, dúsan illatozó török rózsa, szegfű, égő szerelem stb. A ház előtt veranda, itt uzsonnáztunk, a veranda előtt pedig rózsasövénnyel körülkerített lovarda. Ebben lovakat futtattak, egy régi spanyol fajtát.”

## Külső hivatkozások
- Family History
- ELTE magyar-irodalom. Toldalagi Róza grófnő, későbbi Schleinitz báróné memoárjai